# Sarah Hoolt
Sarah Hoolt (Nordhorn, 30 april 1988) is een Duitse schaakster met FIDE-rating 2423 in 2017. Ze heeft een Nederlandse moeder en spreekt vloeiend Nederlands. Sinds 2012 is ze grootmeester bij de vrouwen (WGM).

## Jeugd en studie
Sarah Hoolt groeide op in Bad Bentheim, leerde op zesjarige leeftijd van haar ouders schaken, werd op achtjarige leeftijd lid van haar eerste schaakvereniging SV Bad Bentheim. Ze studeerde economie aan de Universiteit Duisburg-Essen, met speciale aandacht voor energie en financiën en sloot in 2013 haar studie succesvol af met de titel "Master of Science".

## Individuele resultaten

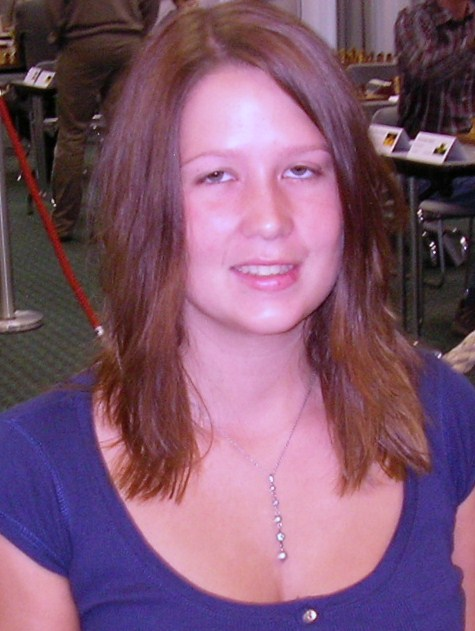
Sarah Hoolt, 2011 in Bonn

Sinds 1998 neemt Sarah Hoolt deel aan schaaktoernooien. Van 2001 tot 2006 speelde ze in 6 Duitse jeugdkampioenschappen, in 2006 won ze het kampioenschap in de categorie meisjes tot 18 jaar. Ze deed mee aan wereldkampioenschappen in 2004 (meisjes tot 16 jaar), 2005 en 2006 (meisjes tot 18 jaar), 2007 en 2008 (vrouwelijke junioren). In augustus 2005 won Sarah met 5 pt. uit 9 de A-groep meisjes tot 20 jaar van het toernooi om het open jeugdkampioenschap van Nederland dat in Hengelo onder de naam Euro Chess Tournament 2005 gespeeld werd.
In 2011 werd ze in Bonn (zie foto) kampioene van Duitsland.
Op het FIDE-congres in november 2008 in Dresden ontving ze de titel Internationaal Meester bij de vrouwen (WIM). De hiervoor vereiste normen had ze bij de volgende gelegenheden behaald: First Saturday-toernooi (Boedapest, aug. 2006), University of 20 Young Masters (Hengelo, aug. 2007) en de wereldkampioenschappen voor meisjes in de categorie tot 20 jaar (Jerevan, okt. 2007). Voordat ze de titel kreeg, behaalde ze twee extra normen: bij het Open toernooi in Cappelle-la-Grande (febr. 2008) en bij de Mitropacup (Olbia, juni 2008).
De WGM-titel (grootmeester bij de vrouwen) ontving Sarah Hoolt op het het FIDE-congres in september 2012 in Istanboel. De hiervoor noodzakelijke normen had ze bij de volgende gelegenheden behaald: Open toernooi in Cappelle-la-Grande (febr. 2008), Duitse clubkampioenschappen 2010/11 (resultaten zowel in de Oberliga NRW als in de nationale bondscompetitie), Duitse bondscompetitie 2011/12 voor vrouwen en wederom het Open toernooi in Cappelle-la-Grande (maart 2012).
In augustus 2016 speelde Sarah mee in het BPB Limburg Open in Maastricht. Ze speelde o.a. remise tegen de sterke Duitse grootmeester Daniël Fridman. Ze haalde 4 uit 7 en kwam net een half punt tekort voor de damesprijs.

## Schaakteams

### Schaakolympiades
Sarah Hoolt vertegenwoordigde Duitsland met het vrouwenteam in 3 Schaakolympiades: 2008 (Dresden, Duitsland; reservebord; +0, =2, -3), 2010 (Chanty-Mansiejsk, Rusland; tweede bord; +1, =4, -3) en 2014 (Tromsø, Noorwegen; reservebord; +6, =2, -2).

### Overige teamtoernooien
In 2011 nam ze aan het reservebord deel aan de 9e Europese kampioenschappen voor landenteams voor vrouwen in het resort Porto Carras op Sithonia, Griekenland (scores +2, =0, -5). Bij de Mitropacup voor vrouwen behoorde Hoolt in 2006, 2007, 2008 en 2010 tot het Duitse team.

## Schaakverenigingen
Sinds 2007 speelt Sarah Hoolt bij Sportfreunde Katernberg. Ze werd voornamelijk ingezet in het tweede team in de Oberliga NRW, maar speelde ook in de nationale bondscompetitie (1e Bundesliga).
In de Duitse bondscompetitie voor vrouwen is Hoolt actief als gastspeelster, in 2007/08 en 2010/11 speelde ze bij TSV Schott Mainz, van 2008 tot 2010 speelde ze bij SK Lehrte en sinds 2011 speelt ze bij de Hamburger SK.
In de Nederlandse Meesterklasse speelde Sarah Hoolt van 2007 tot 2011 voor de Enschedese vereniging ESGOO.

## Externe koppelingen
- (en)   Informatie over schaakpartijen van Sarah Hoolt op ChessGames.com
- (en)   Informatie over schaakpartijen van Sarah Hoolt op 365chess.com
- (en)  FIDE-ratinggegevens voor Sarah Hoolt